# NGC 4251
NGC 4251 este o galaxie lenticulară situată în constelația Părul Berenicei. A fost descoperită în 11 aprilie 1785 de către William Herschel. Se află la o distanță de 19,5 megaparseci de Pământ.